# Gonaho
Gonaho, jedno od plemena američkih Indijanaca iz skupine Tlingit, porodiuca Koluschan. Plemensaki teritorij nalazio se na podsručju Dry Baya, nešto južnije od zaljerva Yakutat na Aljaski. Glavno naselje također se zvalo Gonaho ili Gunaho, a Swanton ga opisuje kao ljetno naselje Yakutata, srodnog plemena, također iz skupine Tlingita. 
Područje Gonaha se depopulizira u ranom 19. stoljeću, tako da se kasnije više ne nalaze na popisima tlingitskih plemena. Njihovih potomaka vjerojatno ima među Yakutatima.